# Fórmula del residu de Bott
En matemàtiques, la fórmula del residu de Bott, introduïda per Bott (1967), descriu una suma sobre els punts fixos d'un camp vectorial holomòrfic d'una varietat complexa compacta.

## Definició
Si {\displaystyle v} és un camp vectorial holomòrfic en una varietat complexa compacta {\displaystyle M}, llavors
{\displaystyle \sum _{v(p)=0}{\frac {P(A_{p})}{\det A_{p}}}=\int _{M}P(i\Theta /2\pi )}
on
- la suma és superior als {\displaystyle p} punts fixos del camp vectorial {\displaystyle v}
- la transformació lineal {\displaystyle A_{p}} és l'acció induïda per {\displaystyle v} en l'espai tangent holomòrfic a {\displaystyle p}
- {\displaystyle P} és una funció polinòmica invariant de matrius de grau {\displaystyle dim(M)}
- {\displaystyle \Theta } és una matriu de curvatura del paquet tangent holomòrfic